# Kemise
Kemise – miasto w Etiopii, w regionie Amhara. Według danych szacunkowych na rok 2015 liczy 30 400 mieszkańców.